# Claude Rifat
Claude Rifat (Cairo, 1 de março de 1952 — Tóquio, 31 de Julho de 2002) foi um biólogo, psiconauta, ativista político, escritor, e pesquisador francês nascido no Egito.
Morou até os nove anos em Taif, na Arábia Saudita, onde seu pai era médico e cunhado do monarca à época. Viveu seus últimos anos em Genebra, na Suíça, onde estudava biologia molecular.
Foi pioneiro no estudo das propriedades antidepressivas do GHB.